# Agrilus mungaii
Agrilus mungaii es una especie de insecto del género Agrilus, familia Buprestidae, orden Coleoptera.
Fue descrita científicamente por Curletti & Sakalian, en 2009.